# Ferrovia Carnia-Tolmezzo-Villa Santina
La ferrovia Carnia-Tolmezzo-Villa Santina (talvolta ferrovia Carnica) è una linea ferroviaria di 19,165 m, aperta all'esercizio il 9 maggio 1910, ed in esercizio fino al 1968. Il servizio viaggiatori fu soppresso già a partire dall'11 maggio 1960.
Nel 1990 la linea da Carnia venne riattivata come raccordo per Tolmezzo Zona Industriale, ma venne richiusa all'inizio dell'anno 2000.

## Storia

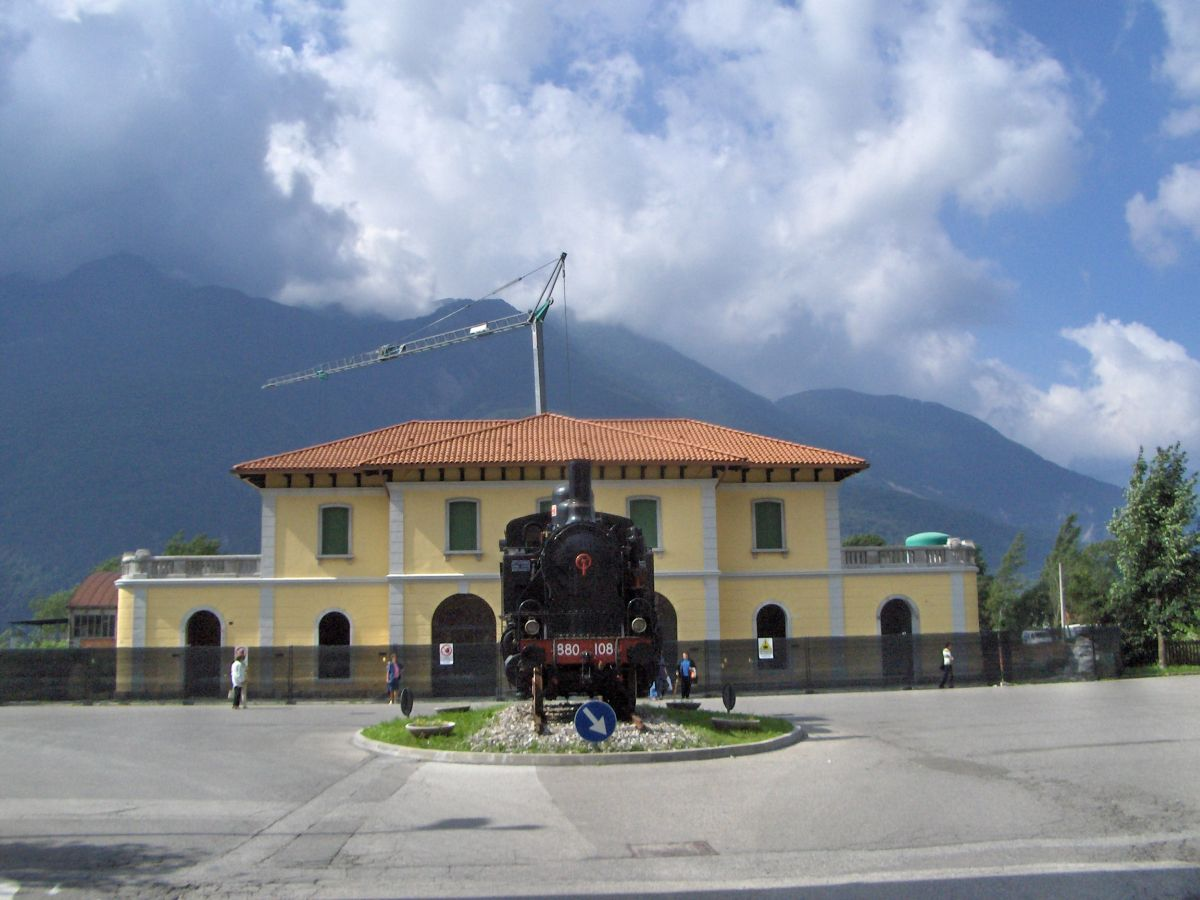
Il fabbricato viaggiatori della stazione di Villa Santina

La linea nacque come parte di una mai realizzata trasversale alpina fra il Veneto e il Friuli. La concessione per la costruzione e l'esercizio della ferrovia della Carnia fu accordata alla Società Veneta nel 1906 e la durata prevista era di 70 anni. Il documento di concessione prevedeva un contributo statale di lire 4.800 per Km all'anno più un contributo della Provincia di Udine di 12.000 lire annue per 35 anni.
Il servizio passeggeri e merci si svolse regolarmente fino alla fine della seconda Guerra Mondiale, presentando notevoli volumi di traffico durante le due guerre. Di particolare rilevanza il trasporto di legname e, dagli anni '30 in poi, tutto il materiale diretto e proveniente dalla Cartiera di Tolmezzo. Dopo la seconda Guerra Mondiale iniziò il declino della linea: già dal 1955 la Società Veneta iniziò a sostituire alcune corse con autobus che, dal 23 giugno 1958, sostituiranno definitivamente il servizio passeggeri; il servizio destinato alle industrie cartarie di Tolmezzo ebbe termine il 23 novembre 1967.
La Henschel T3 - Sv 321 fu in esercizio sulla linea fino al 1968.
Dopo il terremoto che ha sconvolto il Friuli nel 1976, allo scopo di agevolare la rinascita industriale della Carnia e di tutto l'alto Friuli, si progettò il ripristino parziale della linea per il solo traffico merci fino a Tolmezzo. Venne pertanto realizzato un nuovo terminal presso la zona industriale e nel 1987 la linea fu riaperta; per i successivi dieci anni la linea provvide a rifornire la cartiera di materie prime, ma l'alluvione occorsa in Carnia nel 1998 rese impraticabile la linea, causando la definitiva sospensione del servizio.
Nel 2001 l'intera tratta è stata di nuovo resa funzionante come raccordo industriale con un finanziamento regionale, ma mai ripartita.

### Stato attuale
La linea non è più collegata alla linea principale Udine-Tarvisio a causa della rimozione di alcune decine di metri di binari e degli scambi presso la stazione di Carnia; per il resto, la linea risulta armata e teoricamente utilizzabile fino all'ex fermata di Amaro (il cui fabbricato è stato demolito), mentre la seconda parte della linea, fino a Tolmezzo Zona Industriale, necessita di manutenzione e decespugliamento. La vecchia stazione passeggeri di Tolmezzo è utilizzata come sede di alcuni uffici del Comune e non è più raggiunta dai binari a causa del provvisorio utilizzo del vecchio tracciato come verde pubblico; sarebbe necessaria un eventuale riposatura dei binari per 500 metri circa sul sedime stesso al fine di ricollegare la stazione alla linea ferroviaria. La parte oltre Tolmezzo è invece totalmente disarmata, anche se il tracciato è identificabile in diversi tratti, grazie alla massicciata ancora evidente; in buono stato anche i ponti e le altre opere d'arte. Il fabbricato viaggiatori della dismessa stazione di Villa Santina è ben conservato, mentre quello di Caneva di Tolmezzo è stato demolito.
Il ponte ferroviario sul Fella, nei pressi della stazione di Carnia, è stato provvisoriamente aperto al traffico ed utilizzato in sostituzione del ponte stradale della SS52 parallelo che verrà demolito e ricostruito.

## Caratteristiche
|  |  | Unknown route-map component "STR+l" | Unknown route-map component "CONTfq" |

|  | Station on track |

| Unknown route-map component "CONTgq" | Unknown route-map component "xABZgr" |

|  | Unknown route-map component "exhKRZWae" |

|  | Unknown route-map component "exHST" |

|  |  | Unknown route-map component "exSTR" | Unknown route-map component "exKDSTa" |

|  |  | Unknown route-map component "exABZg+l" | Unknown route-map component "exABZg+r" |

|  |  | Unknown route-map component "exSTR" | Unknown route-map component "exKDSTe" |

| Unknown route-map component "exKBHFa" + Unknown route-map component "HUBaq" | Unknown route-map component "exBHF" + Unknown route-map component "HUBeq" |

| Unknown route-map component "exCONTgq" | Unknown route-map component "exSTRr" | Unknown route-map component "exSTR" |  |

|  | Unknown route-map component "exhKRZWae" |

|  | Unknown route-map component "exHST" |

|  | Unknown route-map component "exKBHFa" + Unknown route-map component "HUBaq" | Unknown route-map component "exKBHFe" + Unknown route-map component "HUBlg" |  |

| Unknown route-map component "exCONTgq" | Unknown route-map component "exSTRr" | Unknown route-map component "exKBHFa" + Unknown route-map component "HUBe" |  |

|  |  | Unknown route-map component "exSTRl" | Unknown route-map component "exCONTfq" |

La tratta Carnia-Tolmezzo è lunga 10,767 chilometri.
Ulteriori dati tecnici:
- raggio minimo di curvatura: 300 metri;
- massima ascesa: 16 per mille;

### Percorso
Il tracciato parte dalla stazione di Carnia (frazione di Venzone), e si dirama dalla linea per Tarvisio poche decine di metri dopo la stazione, con una curva a sinistra imbocca il ponte sul fiume Fella oltre il quale raggiunge la fermata di Amaro.
La linea continua in salita, e, dopo due gallerie, percorre una discesa di un chilometro circa; dopodiché ricomincia la salita fino alla vecchia polveriera di Pissebùs. Il termine dell'attuale linea è situato nella zona industriale di Tolmezzo, presso la quale è presente un raccordo che serve la cartiera e le altre aziende.